# Vallée du Soussouéou
La vallée glaciaire du Soussouéou est une zone naturelle protégée située sur la commune de Laruns dans les Pyrénées-Atlantiques.
Située en aval du lac d'Artouste, cette vallée glaciaire traversée par le gave de Soussouéou est vierge de toute voie de circulation.

### Situation

Carte de la vallée de Sousséou

## Géographie

### Faune caractéristique

#### Batraciens
Euprocte des Pyrénées

#### Mammifères
Campagnol des neiges, isards, desman des Pyrénées, hermine, marmotte, ours des Pyrénées.

#### Oiseaux
Accenteur alpin, accenteur mouchet, aigle royal, autour des palombes, bec-croisé des sapins, cincle plongeur, coucou gris, épervier d'Europe, grive draine, lagopède alpin, merle à plastron, mésange à longue queue, mésange nonnette, monticole merle-de-roche, niverolle alpine, pipit des arbres, pic à dos blanc, pic épeiche, pic mar, pic noir, pipit spioncelle, pouillot véloce, sittelle torchepot, traquet motteux, grand Tétras, tichodrome échelette, venturon montagnard.

### Flore
Androsace cylindrica, actée, armérie des Alpes, sabline pourprée, droséra à feuilles rondes.

## Histoire
Dans les années 1970, un projet de village d'altitude de 2 000 lits est envisagé. Il est abandonné par la suite.

## Activité

### Protection environnementale
La vallée glaciaire du Soussouéou est classée ZNIEFF de type I sous le  n° régional : 66040003. Elle prolonge le parc national des Pyrénées mais n’en fait pas partie.
La tourbière de Soussouéou est classée d’importance nationale.

### Tourisme
Des stages d'initiation au pastoralisme sont organisés.